# Cités-jardins à Toulouse
L'aménagement de cités-jardins à Toulouse, entre 1924 et 1931, s'inscrit dans le cadre d'une politique du logement volontariste et de développement du logement social, portée par la municipalité toulousaine dirigée par le socialiste Étienne Billières, qui soutient l'action du nouvel office public de l'habitat municipal. Elle s'inspire du modèle de la cité-jardin, théorisé par l'urbaniste britannique Ebenezer Howard en 1898, promu et mis en application en France, durant l'entre-deux-guerres, par l'office public de l'habitat de la Seine dirigé par le maire de Suresnes, Henri Sellier.
Pourtant, malgré un effort particulier dans l'aménagement de la première cité-jardin, la cité du Nord, qui combine logement social collectif et individuel, et équipements publics nombreux, les autres cités-jardins toulousaines sont réduites à l'aménagement de simples lotissements de maisons. À la fin du XXe et au début du XXe siècle, la vétusté de la plupart de ces cités-jardins et le manque de confort des logements pousse l'office public de l'habitat toulousain – devenu Toulouse Habitat, puis Toulouse Métropole Habitat – à les démolir.

## Histoire

### Contexte
La construction des cités-jardins toulousaines s'inscrit dans le cadre de l'effort porté par la municipalité en faveur du logement des classes populaires.

### Les autres cités-jardins
La réalisation des autres cités-jardins toulousaines est plus simple – l'appellation paraît même impropre à ces lotissements. Elles sont pour la plupart constituées d'une dizaine de lots seulement, relativement exigus, et de maisons implantées en milieu de parcelle. Les équipements consistent principalement à un lavoir, des étendoirs, parfois des bains-douches. Les espaces publics sont souvent réduits, voire absents.
L'office public de l'habitat de la ville de Toulouse fait appel à l'architecte de la ville, Jean Montariol, qui propose un projet-type, dont le modèle est utilisé pour toutes les cités-jardins toulousaines. La monotonie doit être rompue par la variété des dispositions des bâtiments. L'architecte avance d'ailleurs, dans le projet qu'il remet en 1928 à l'office public de l'habitat, « d'édifier rapidement sur différents emplacements de nombreuses maisons d'aspect varié [...] sans rien modifier aux dispositifs intérieurs ». Les maisons sont individuelles, doubles, triples, voire quadruples. Les maisons jumelées conservent une grande unité car elles sont symétriques.
La construction est réalisée avec des matériaux traditionnels : fondations en béton, murs mitoyens en moellons, façades en brique et enduites de crépi, charpente en pin, toiture de tuiles plates. À l'intérieur, elles bénéficient du chauffage central. Des espaces connexes regroupent la buanderie et les toilettes. En revanche, il n'existe en revanche pas de salle de bains. La cuisine, équipée d'un évier, d'un placard et d'une hotte, quant à elle, est souvent de dimensions réduites, parfois une simple alcôve intégrée à la salle commune.

## Liste

### Cité-jardin de Croix-Daurade
La cité-jardin de Croix-Daurade, qui s'organise le long de l'impasse Louis-Bertillon, à l'angle de la rue Auguste-Luchet, est construite entre 1928 et 1931. Elle compte dix maisons doubles, pour un total de 20 logements. Il n'existe pas d'équipements collectifs.

### Cité-jardin de la Croix-de-Pierre

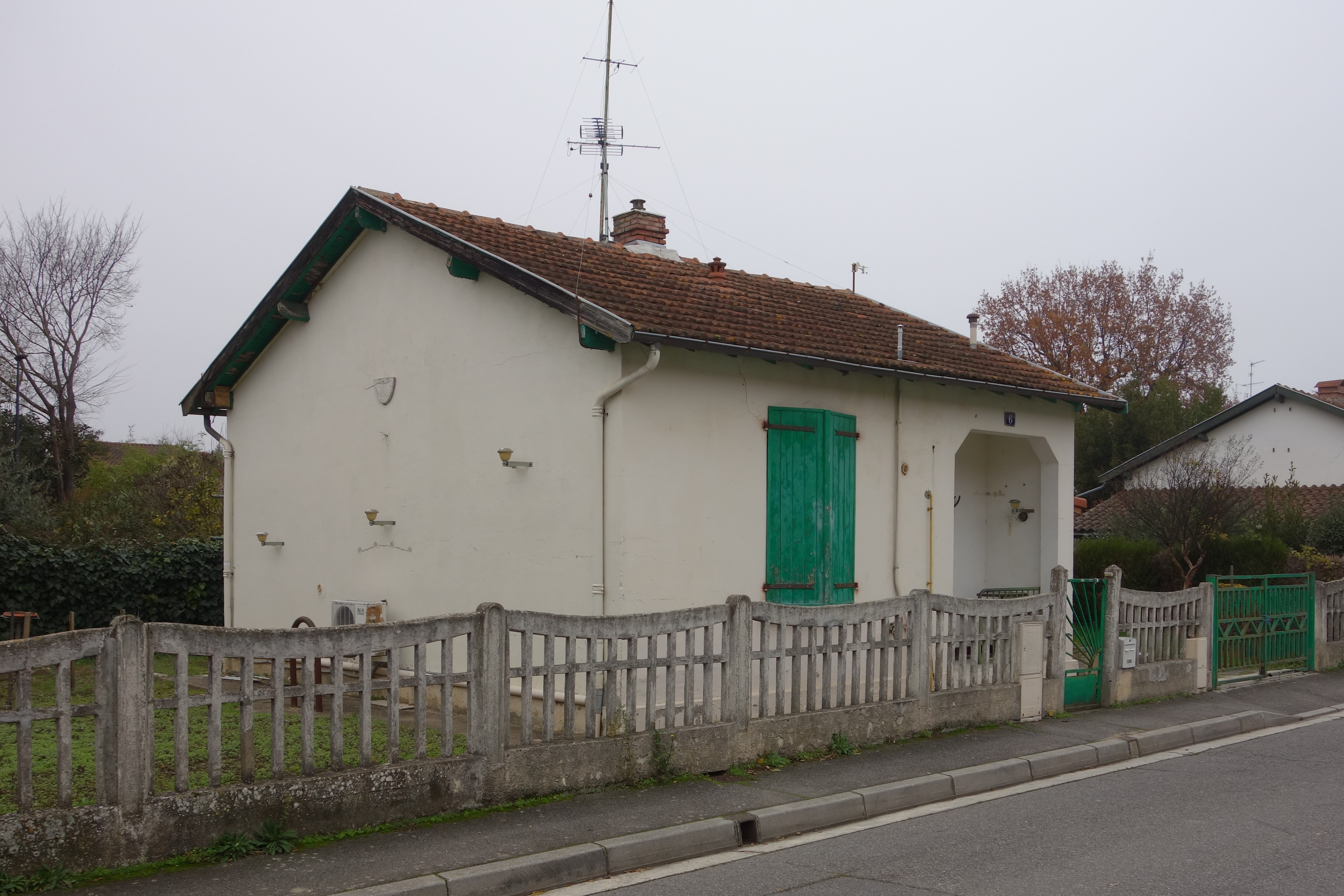
no 6 rue Pierre-Bourthoumieux : une maison individuelle.

La cité-jardin de la Croix-de-Pierre est construite entre 1928 et 1931 autour de la rue de la Cité (actuelle rue Pierre-Bourthoumieux), de la rue de la Source (actuelle rue François-Ricardie) et de la rue des Graviers. Elle compte trois maisons quadruples, seize maisons doubles et dix maisons individuelles, pour un total de 54 logements. Il n'existe pas d'équipements collectifs.

### Cité-jardin de Fontaine-Lestang
La cité-jardin de Fontaine-Lestang est construite entre 1928 et 1931. Elle s'organise entre le chemin des Turres (actuelle rue Jacques-Gamelin) et la rue d'Auch, autour de la rue des Turres, de la rue de l'Estang (actuelle rue de Caen) et de la rue Traversière-des-Turres (actuelle rue Saint-Malo). Elle compte deux maisons quadruples, trois maisons triples, vingt-cinq maisons doubles et cinq maisons individuelles, pour un total de 74 logements. Il n'existe pas d'équipements collectifs, quoiqu'elle s'élève face au groupe scolaire de Fontaine-Lestang (actuelles écoles maternelle et élémentaire Étienne-Billières, no 56 rue Jacques Gamelin et no 2 rue d'Auch).

### Cité-jardin de la Juncasse
La cité-jardin de la Juncasse s'organise autour de la place de Soupetard, au croisement du chemin de Soupetard (actuelle rue Louis-Plana) et de l'avenue de l'Hers, et traversée par l'avenue de la Juncasse et la rue Théodore-Mauriès. Elle est construite entre 1928 et 1931. Elle compte cinq maisons quadruples, seize maisons doubles et 21 maisons individuelles, pour un total de 84 logements. Il existe plusieurs commerces près de la place de Soupetard.

### Cité-jardin de Lalande
La cité-jardin de Lalande est construite en deux parties séparées. La première, le long du chemin des Izards et desservie par la rue des Cerisiers, la rue des Pêchers et la rue des Violettes, est construite en 1927. Elle compte dix maisons doubles, pour un total de 20 logements. La deuxième partie, à l'angle de la route de Launaguet et du chemin d'Audibert, est élevée plus lentement, entre 1928 et 1931. Elle compte sept maisons-doubles et une maison individuelle, pour un total de 15 logements. Il n'existe pas d'équipements collectifs.

### Cité-jardin de Limayrac
La cité-jardin de Limayrac est implantée au carrefour de la rue Raynaud et de la rue de Cambigue, entre le boulevard Deltour et le chemin de Limayrac (actuelle rue de Limayrac). Elle est construite entre 1928 et 1931. Elle compte deux maisons quadruples, une maison triple, onze maisons doubles et neuf maisons individuelles, pour un total de 42 logements. Il existe plusieurs commerces.

### Cité-jardin du Nord

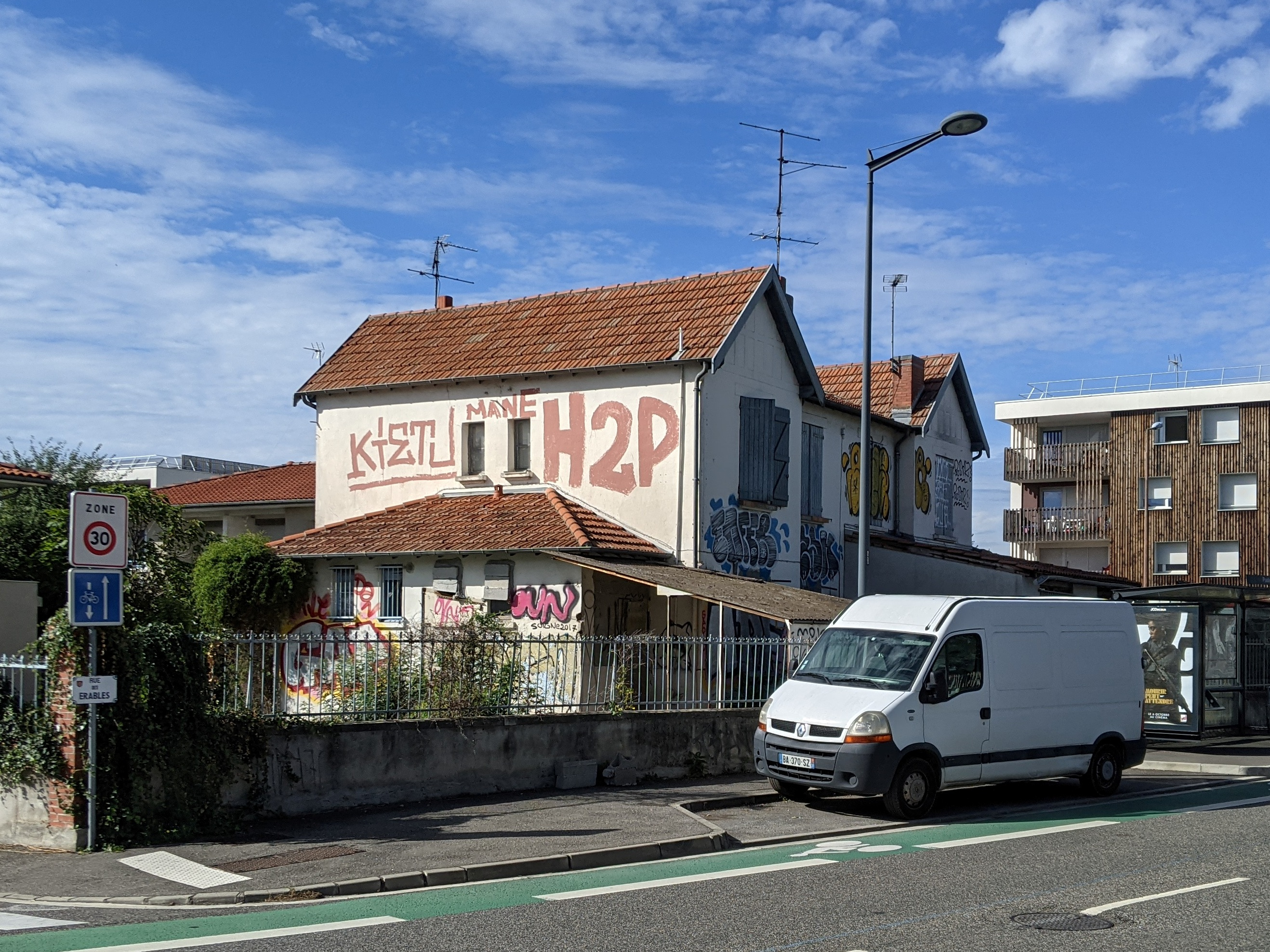
Anciens no 9-11 rue des Érables et no 9-11 rue Marius-Dulong : une maison quadruple.

La cité-jardin du Nord est construite en deux tranches, de 1924 à 1926, et de 1927 à 1930. Elle est placée entre la route de Paris (actuelle avenue des États-Unis), à l'ouest, et la route de Fronton (actuelle avenue de Fronton), à l'est. Elle s'organise autour d'une place centrale, la place des Tilleuls (actuelle  place Ferdinand-Fauré), et traversée par plusieurs rues, la rue des Érables, la rue des Acacias (actuelle rue Marius-Dulong), la rue des Tilleuls (actuelle rue Hilaire-Pader) et la rue des Marronniers (actuelle rue Alfred-Nobel). Elle compte 15 maisons quadruples, 18 maisons doubles, et 14 maisons individuelles, pour un total de 155 logements. Il existe également 3 commerces, ainsi que des bains-douches, une garderie et une école maternelle.

### Cité-jardin du Pont-des-Demoiselles

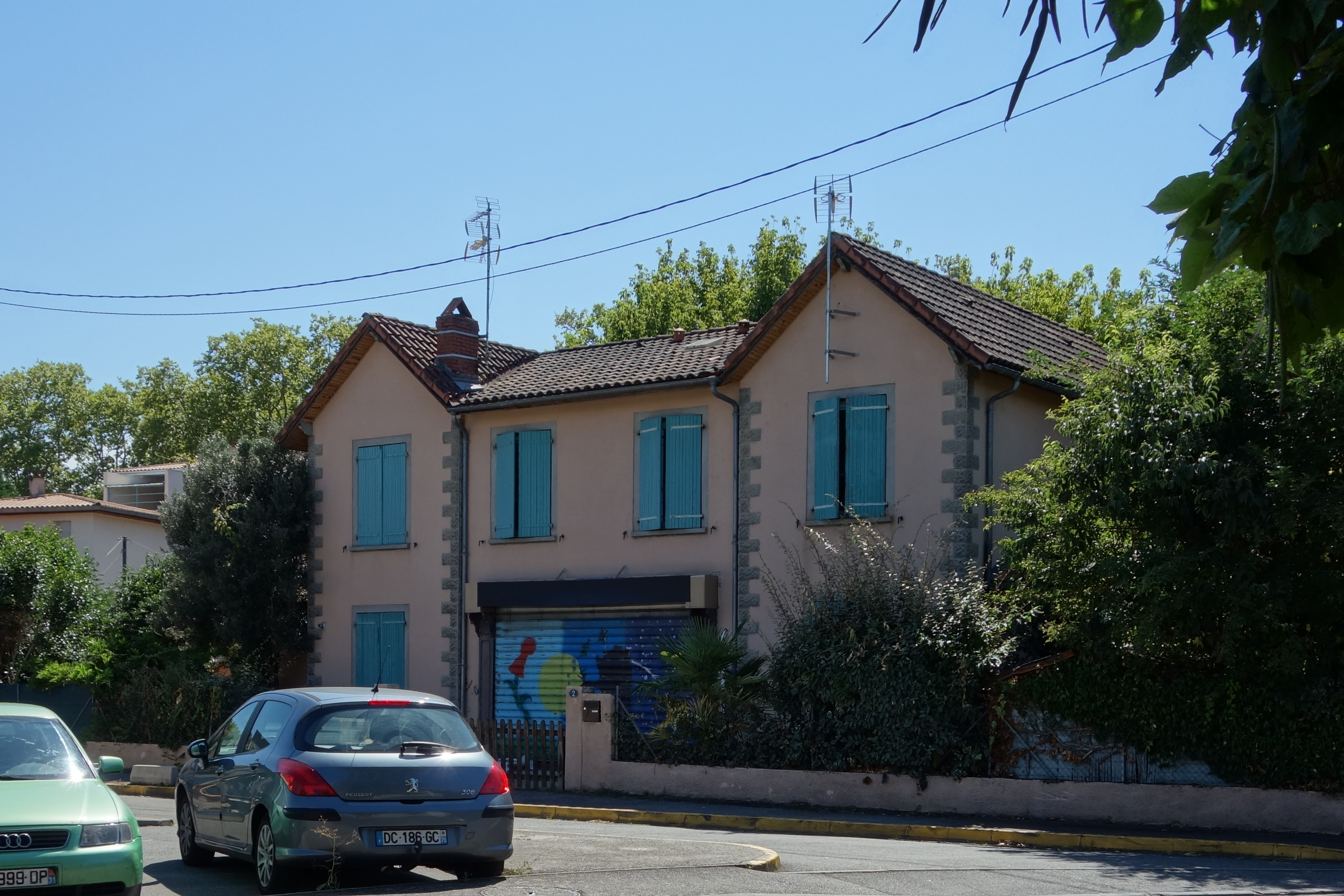
no 4-2 impasse de l'Aviation : une maison double.

La cité-jardin du Pont-des-Demoiselles est construite entre 1928 et 1931, entre l'avenue de Lespinet et le boulevard de la Méditerranée, autour de la rue de l'Aviation et de la rue de la Marine. Elle compte deux maisons quadruples, trois maisons triples, neuf maisons doubles et cinq maisons individuelles, pour un total de 40 logements. Il existe plusieurs commerces.